# Якушов, Григорий Алексеевич
Григорий Алексеевич Якушов (1862 — 1929) — русский народный сказитель.

## Биография
Крестьянин д. Мелентьевской Пудожского уезда. Работал на лесозаготовках.
Былины перенял от деда, крестьянина д. Гагарки, Шальской волости Потапа Трофимовича Антонова, известного сказителя, а также от сказителей крестьянина д. Бураковой Никифора Прохорова (Утицы) и однодеревенца Ивана Фепонова.
Обладал сильным голосом, прекрасно исполнял былины, играя на повышении и понижении.
Репертуар Якушова превосходил репертуары других онежско-каргопольских сказителей.
Записи былин Якушова сделаны в т.ч. в ходе экспедиции братьев Б. М. и Ю. М. Соколовых 
В 1926 г. от него записано 7 былин, в т.ч. «Добрыня и Алеша» и «Михайло Потык» в 1928 — 37 былин (10000 стихов), в т.ч. «Чурила и Катерина», «Илья Муромец и Елена королевична», «Илья Муромец и сын», «Еруслан Лазаревич», «Декабрьское восстание 1825 г», «Смерть Александра II» и другие.
В 1929 г. по вызову Народного комиссариата просвещения он, вместе с другими должен был приехать в Москву для исполнения и записи былин, но за месяц до поездки простудился и умер.